# Saint-Jodard
Saint-Jodard è un comune francese di 576 abitanti situato nel dipartimento della Loira della regione dell'Alvernia-Rodano-Alpi.
A Saint-Jodard hanno sede noviziato e priorato della Comunità di San Giovanni.

## Storia

### Simboli
La fascia ondata rappresenta la Loira che scorre nel territorio del comune, le quattro spighe di grano l'agricoltura. Le due allodole alludono al soprannome dato agli abitanti: les alouettes, "le allodole".

## Società

### Evoluzione demografica
Abitanti censiti

## Amministrazione

### Gemellaggi
- Piana Crixia, dal 2001